# 樋井川村
樋井川村（ひいがわむら）は、福岡県早良郡にあった村。
現在の城南区長尾・樋井川・田島・片江・堤・東油山、南区長住・西長住・長丘・桧原・柏原などに当たる。

## 地理
- 河川 ： 樋井川

## 沿革
- 1889年4月1日 - 町村制施行により早良郡上長尾村、下長尾村、田島村、片江村、檜原村、堤村、柏原村、東油山村が合併して早良郡樋井川村が発足。
- 1929年4月1日 - 原村とともに福岡市に編入される。